# Elaphria devara
Elaphria devara är en fjärilsart som beskrevs av Druce 1898. Elaphria devara ingår i släktet Elaphria och familjen nattflyn. Inga underarter finns listade i Catalogue of Life.